# Långhagsvägen
Långhagsvägen är en bebyggelse utmed Långhagsvägen i Viksta socken i Uppsala kommun. Vid SCB:s ortsavgränsning 2020, men ej 2023, klassades bebyggelsen som en småort.